# سن-والنتن، کبک
سن-والنتن (به فرانسوی: Saint-Valentin) شهری در منطقه شهری لو او-ریشولیو ناحیه مونترژی در استان کبک کانادا است. در سرشماری سال ۲۰۱۱ این شهر ۵۲۷ نفر جمعیت داشته‌است و مساحت آن ۴۰٫۰۹ کیلومتر مربع است.